# Трояндівська сільська рада
Троя́ндівська сільська́ ра́да — колишня адміністративно-територіальна одиниця та орган місцевого самоврядування в Лиманському районі Одеської області. Адміністративний центр — село Трояндове.

## Загальні відомості
Кіровська сільська рада утворена в 1940 році.
- Територія ради: 57,252 км²
- Населення ради: 2 632 особи (станом на 2001 рік)

## Населені пункти
Сільській раді підпорядковані населені пункти:
- с. Ониськове
- с. Ставки
- с. Трояндове

## Населення
Згідно з переписом УРСР 1989 року чисельність наявного населення села становила 2894 особи, з яких 1349 чоловіків та 1545 жінок.
За переписом населення України 2001 року в селі мешкали 2632 особи.

### Мова
Розподіл населення за рідною мовою за даними перепису 2001 року:
| Мова       | Відсоток |
| ---------- | -------- |
| українська | 90,50 %  |
| російська  | 7,94 %   |
| молдовська | 1,29 %   |
| білоруська | 0,15 %   |
| болгарська | 0,04 %   |

## Склад ради
Рада складалася  з 20 депутатів та голови.
- Голова ради: Пилипчук Ігор Володимирович

### Керівний склад попередніх скликань
| Прізвище, ім'я, по батькові | Основні відомості                                                                       | Дата обрання | Дата звільнення |
| --------------------------- | --------------------------------------------------------------------------------------- | ------------ | --------------- |
| Крученко Тетяна Георгіївна  | Сільська голова, 1958 року народження, позапартійна                                     | 26.03.2006   | 31.10.2010      |
| Бурик Сергій Миколайович    | Сільський голова, 1956 року народження, освіта середня спеціальна, член Партії регіонів | 31.10.2010   | 18.03.2012      |
| Пилипчук Ігор Володимирович | Сільський голова, 1968 року народження, освіта вища, позапартійний                      | 25.10.2015   | 19.02.2019      |

З 19 лютого 2019 року до 7 листопада 2020 року виконувала обов'язки голови сільської ради, секретар сільради: Чеботарьова Ольга Миколаївна.
Примітка: таблиця складена за даними сайту Верховної Ради України

### Депутати
За результатами місцевих виборів 2010 року депутатами ради стали:

#### За суб'єктами висування
| Суб'єкт висування           | Кількість обраних депутатів | %  |
| --------------------------- | --------------------------- | -- |
| Самовисування               | 13                          | 65 |
| Народна партія              | 3                           | 15 |
| Партія регіонів             | 3                           | 15 |
| Комуністична партія України | 1                           | 5  |

#### За округами
| № округу                    | Прізвище, ім'я, по батькові     | Дата визнання обраним | Освіта  | Партійна приналежність                        | Відомості про обраного депутата                                                                   |
| --------------------------- | ------------------------------- | --------------------- | ------- | --------------------------------------------- | ------------------------------------------------------------------------------------------------- |
| Комуністична партія України |                                 |                       |         |                                               |                                                                                                   |
| 15                          | Кощарко Сергій Михайлович       | 01.11.2010            | середня | член Комуністичної партії України             | дитячо-навчальний заклад «Малятко», водій                                                         |
| Народна Партія              |                                 |                       |         |                                               |                                                                                                   |
| 4                           | Криволапенко Оксана Казимирівна | 01.11.2010            | середня | позапартійна                                  | аптечний кіоск, завідувачка                                                                       |
| 5                           | Гук Михайло Іванович            | 01.11.2010            | середня | член Народної партії                          | тимчасово не працює                                                                               |
| 7                           | Дегтяренко Тетяна Василівна     | 01.11.2010            | вища    | член Народної партії                          | Кіровська загальноосвітня школа I-III ст., вчитель                                                |
| Партія регіонів             |                                 |                       |         |                                               |                                                                                                   |
| 1                           | Сверкунов Василь Іванович       | 01.11.2010            | середня | член Партії регіонів                          | тимчасово не працює                                                                               |
| 3                           | Торчат Наталія Іванівна         | 01.11.2010            | середня | позапартійна                                  | тимчасово не працює                                                                               |
| 9                           | Северін Тетяна Василівна        | 01.11.2010            | вища    | член Партії регіонів                          | Кіровський фельдшерсько-акушерський пункт, завідувачка                                            |
| Самовисування               |                                 |                       |         |                                               |                                                                                                   |
| 2                           | Тихоход Катерина Юріївна        | 01.11.2010            | вища    | позапартійна                                  | Кіровська сільська рада, бухгалтер                                                                |
| 6                           | Токар Світлана Нестерівна       | 01.11.2010            | вища    | позапартійна                                  | Комінтернівський районний центр соціальних служб для сім'ї, дітей та молоді, соціальний працівник |
| 8                           | Бурдейна Лідія Олександрівна    | 01.11.2010            | середня | член Партії регіонів                          | Кіровська сільська рада, технічний працівник                                                      |
| 10                          | Поляниця Василь Іванович        | 01.11.2010            | середня | член Партії регіонів                          | КП «Калина», директор                                                                             |
| 11                          | Черноваленко Галина Афанасіївна | 01.11.2010            | середня | позапартійна                                  | дитячо-навчальний заклад «Малятко», вихователь                                                    |
| 12                          | Чеботарева Ольга Миколаївна     | 01.11.2010            | вища    | позапартійна                                  | Кіровська сільська рада, секретар                                                                 |
| 13                          | Тдельчак Олександр Петрович     | 01.11.2010            | середня | позапартійний                                 | тимчасово не працює                                                                               |
| 14                          | Молчанова Олена Євгенівна       | 01.11.2010            | середня | член Народної партії                          | тимчасово не працює                                                                               |
| 16                          | Галик Іван Іванович             | 01.11.2010            | середня | член Комуністичної партії України             | пенсіонер                                                                                         |
| 17                          | Ковальова Людмила Геннадіївна   | 01.11.2010            | вища    | позапартійна                                  | тимчасово не працює                                                                               |
| 18                          | Чорна Валентина Миколаївна      | 01.11.2010            | вища    | позапартійна                                  | тимчасово не працює                                                                               |
| 19                          | Михайлик Василь Іванович        | 01.11.2010            | середня | член Партії регіонів                          | Комінтернівський район електромереж, водій                                                        |
| 20                          | Полєтаєва Валентина Вікторівна  | 01.11.2010            | вища    | член Всеукраїнського об'єднання «Батьківщина» | пенсіонер                                                                                         |